# لا کوما، تگزاس
لا کوما (به انگلیسی: La Coma) یک منطقهٔ مسکونی در ایالات متحده آمریکا است که در تگزاس واقع شده‌است. لا کوما ۴۸ نفر جمعیت دارد.